# ندرة المياه في الهند
ندرة المياه في الهند هي أزمة مائية مستمرة في الهند تؤثر على حوالي مليون شخص سنويًا. بالإضافة إلى تأثيرها الهائل على سكان الريف والمدن، تؤثر ندرة المياه في الهند أيضًا على النظام البيئي وعلى الزراعة على نطاق واسع. تمتلك الهند 4% فقط من موارد المياه العذبة في العالم في حين يزيد عدد سكانها عن 1.3 مليار نسمة. بالإضافة إلى التوزع غير المتكافئ للمياه العذبة، تنتج ندرة المياه في الهند أيضًا عن جفاف الأنهار وأحواضها في أشهر الصيف، قبل بداية الرياح الموسمية في جميع أنحاء البلاد. تفاقمت الأزمة في السنوات الأخيرة بشكل خاص بسبب تغير المناخ الذي أدى إلى تأخر الرياح الموسمية، وبالتالي جفاف الأحواض في العديد من المناطق. هناك عوامل أخرى تُعزى إلى نقص المياه في الهند وهي الافتقار إلى البنية التحتية المناسبة والرقابة، وعدم مراقبة تلوث المياه.
دفع النقص الحاد في المياه المطلوبة لتلبية الاحتياجات اليومية العديد من المنظمات الحكومية وغير الحكومية إلى اتخاذ تدابير صارمة لمكافحة المشكلة. أطلقت حكومة الهند العديد من المخططات والبرامج، بما في ذلك تشكيل وزارة «الطاقة المائية» بأكملها للتعامل مع المشكلة. كما أصرت الحكومة على تقنيات مثل نظام الحصاد المائي، وحفظ المياه، وأنظمة الري الفعّالة. تستهلك 80% من المياه في البلاد في الزراعة.
شهدت العديد من المدن الكبرى في الهند نقصًا في المياه في السنوات الأخيرة، وكانت تشيناي أبرزها في عام 2019. أثر نقص المياه على المدينة بأكملها التي يبلغ عدد سكانها 9 ملايين نسمة وتسبب في إغلاق العديد من الفنادق، والمطاعم، والشركات. وفقًا لتقرير صادر عن المؤسسة الوطنية لتغيير الهند (نيتي آيوغ)، فإن المياه الجوفية بحلول عام 2020ستنضب تمامًا في أكثر من 21 مدينة هندية رئيسية، من ضمنها العاصمة نيودلهي. وأشار التقرير أيضًا إلى أن ما يقرب من 200000 شخص يموتون في الهند سنويًا بسبب عدم الحصول على مياه الشرب الآمنة.

## التأثير

### على الناس
تؤثر ندرة المياه في الهند على مئات الملايين من الناس في جميع أنحاء البلاد. لا يمتلك جزء كبير من السكان وسائل أمنة وثابتة للحصول على حاجتهم اليومية من المياه. في يونيو عام 2019، أبلغت التقارير أن مستويات المياه في 65% من مجموع الخزانات في الهند دون المستوى الطبيعي، و 12% منها جافة تمامًا. نظرًا لعدم توفر مياه الصنبور في العديد من المدن بما في ذلك بعض المدن الكبرى مثل تشيناي، يعتمد السكان على مصادر المياه البديلة. تنتشر مضخات المياه العامة في أنحاء البلاد ولكن يقع الكثير منها بعيدًا عن المدن وتدفق المياه فيها متقطع ولا يمكن التنبؤ به. يضطر الكثير من الهنود إلى إنفاق الأموال لشراء مياه الشرب، لكن فئات المجتمع الفقيرة غير قادرة على تحمل هذه التكاليف بشكل يومي لذلك فإن ندرة المياه يخلق مشكلة كبيرة لسكان الريف في الهند.
تشكل محدودية الحصول على المياه تهديدًا لصحة الناس. فإن عدم كفاية الموارد المائية يمكن أن يتسبب بتردي صحة مدينة بأكملها في حال حصول أزمة في المياه. في مدينة لاتو، أدى نضوب أكثر من 90% من مصادر المياه إلى أزمة صحية كبيرة واضطر الناس إلى حفر الآبار في الأرض، معرضين أنفسهم لمواد كيميائية خطرة ومخاطرة بالتلوث. اضطر بعض السكان المحليين إلى استهلاك مصادر المياه الملوثة بسبب الأزمة الموجودة. في يونيو عام 2016، ارتفع عدد المشاكل الصحية في لاتور بشكلٍ سريع، حيث أبدى العديد من الأشخاص أعراضًا تضمنت الحمى، والانتان، والتجفاف، والقيء، وأمراض الكلى. بالإضافة إلى هذه الأزمة الصحية، لم تتمكن المستشفيات من إجراء أي عملية جراحية بشكل آمن بسبب زيادة خطر حدوث إنتانات ما بعد الجراحة ومضاعفات ناتجة عن نقص مياه الشرب النظيفة.
ظهرت أزمة مماثلة في تشيناي في عام 2019 ما أدى إلى حوادث عنف واحتجاجات بين سكان المدينة. ففي يونيو عام 2019 في تشيناي، تعرضت امرأة للطعن على يد جارتها أثناء محاولة الأولى حفر بئر للمياه.
في فبراير عام 2016، كانت نيودلهي على شفا أزمة مائية حادة بسبب بعض المتظاهرين من الزط الذين قاموا عمدًا في تدمير قناة موناك، وهي المصدر الأساسي لإمدادات المياه في المدينة. جاءت الاحتجاجات ردًا على حكم المحكمة العليا الذي ألغى حصص الطبقات المتأخرة الأخرى (أو بي سي) بالنسبة لهم.
كما تفاقمت أزمة المياه في الهند بسبب ظهور ما يسمى بـ «مافيا المياه» أو «مافيا الصهاريج». يشير مصطلح مافيا الصهاريج إلى مالكي خزانات المياه الخاصة الذين يقومون بتهريب المياه النظيفة بشكل غير قانوني وبيعها للسكان المحليين بأسعار باهظة. تشتهر مافيا الصهاريج بسمعة سيئة في مدينة بوبال، حيث أُبلغ عن قيامهم بإرهاب السكان الفقراء والشركات المتنافسة، ما خلق جوًا من عدم الاستقرار الاجتماعي.

### على النظام البيئي
تهدد ندرة المياه أيضًا حياة الحيوانات البرية في جميع أنحاء الهند. تضطر الحيوانات البرية إلى التسلل إلى القرى والمدن في الهند في محاولة للعثور على مياه صالحة للشرب. في عام 2016، عانت مدينة ميتور وكولاتور من نقص حاد في المياه بسبب الجفاف، الذي تسبب في جفاف المسطحات المائية في الغابات القريبة. في النهاية، بدأت الحيوانات البرية المحلية مثل الفيلة، والنمور، والغزلان المرقطة تتسلل إلى المدن بحثًا عن الماء. تشكل بعض هذه الحيوانات تهديدًا للمواطنين، فقد تهاجم البشر. تتعرض بعض الحيوانات مثل الغزلان المرقطة للهجوم من قبل الكلاب أثناء هذه العملية، أو ينتهي بها الأمر مصابةً أو ميتة نتيجة للحوادث. في مقاطعة مادوراي، تسبب النقص الحاد في المياه في موت حيوانات الغور نتيجةً لسقوطها في الآبار أثناء بحثها عن المياه.

### على الزراعة
يعد الماء ضروري لحرفة الزراعة الشعبية في الهند. لن يتمكن المزارعون من إنتاج المحاصيل في غياب المياه. أدى الجفاف في عام 2019 إلى تدمير المحاصيل المكملة بالإضافة إلى المحاصيل الشتوية. تسببت ندرة المياه في الهند بجعل الكثير من الأراضي الزراعية الخصبة عديمة الفائدة تمامًا وبتوقف الكثير من الصناعات الزراعية في هذه المناطق عن العمل. في عام 2016، شهدت مدينة لاتور بطالة جماعية، حيث تعرض حوالي نصف قوتها العاملة لخطر البطالة بينما كانت الصناعة الزراعية تنازع. شارف جزء كبير من الاقتصاد المحلي والمناطق الزراعية على الانهيار فلم يعد أمام المواطنين خيار سوى استخدام المياه الملوثة. وقد أدى ذلك إلى انخفاض فرص العمل في المناطق الريفية، ما دفع المواطنين إلى الانتقال إلى المدن بحثًا عن وظائف. يؤدي مثل هذا الاتجاه إلى زيادة الضغط على البنية التحتية المتعبة أصًلا حيث يستمر الطلب على المياه في المدن الكبيرة بالازدياد.